# Бринська сільська рада
| Бринська сільська рада — орган місцевого самоврядування у Галицькому районі Івано-Франківської області з адміністративним центром у с. Бринь. Історична дата утворення: в 1940 році. Водоймища на території, підпорядкованій даній раді: річка Луква. Сільській раді підпорядковані населені пункти: - с. Бринь |

## Склад ради
Рада складається з 12 депутатів та голови.

### Керівний склад ради
| ПІБ                        | Основні відомості                                            | Дата обрання | Дата звільнення |
| -------------------------- | ------------------------------------------------------------ | ------------ | --------------- |
| Дзундза Ярослав Степанович | Сільський голова, 1959 року народження, освіта, позапартійна | 26.10.2014   |                 |

Примітка: таблиця складена за даними джерела